# Кріс Ван Олсбург
Кріс Ван Олсбург (Chris Van Allsburg; нар.18 червня 1949) — американський ілюстратор і автор дитячих книжок. Нагороджений двічі медаллю Колдекотта за ілюстрації до книг «Джуманджі» (1981) і «Полярний експрес» (1985), автором яких він був; обидві книги пізніше були адаптовані як успішні кінофільми. Також номінований у цій премії у 1980 році і зайняв друге місце за «Сад Абдула Гасазі». За свій внесок як дитячий ілюстратор у 1986 році він був номінованим на міжнародну премію Ганса Крістіана Андерсена — найвище міжнародне визнання творців дитячої книги, церемонія якої проводиться раз на два роки. У квітні 2012 року отримав почесний ступінь доктора гуманітарних наук Мічиганського університету.

## Біографія
Ван Олсбург народився 18 червня 1949 року в родині нідерландського походження в місті Іст-Гранд-Рапідс, штат Мічиган. Він був другою дитиною Доріс Крістіан і Річарда Ван Олсбурга. У нього є старша сестра на ім'я Карен, 1947 року народження. Сім'я жила у старому фермерському будинку, але коли йому було три роки, вони переїхали в будинок у Гранд-Рапідс поближче до початкової школи, де Кріс навчався. Його сім'я знову переїхала до Іст-Гранд-Рапідс, де він відвідував середню та вищу школу. Ван Оллсбург навчався в коледжі архітектури та дизайну Мічиганського університету, який на той час включав художню школу. Він вивчав скульптуру, вивчаючи бронзове лиття, різьблення по дереву, ліплення з смоли та інші техніки. У 1972 році закінчив Мічиганський університет і продовжив освіту в Школі дизайну Род-Айленда (RISD), отримавши ступінь магістра скульптури в 1975 році. Після закінчення навчання Ван Оллсбург заснував скульптурну студію. 
У 1979 році видав свою першу книгу «Сад Абдула Гасазі», до якої сам намалював ілюстрації. Ван Оллсбург написав та/або проілюстрував 21 книгу. Його мистецтво також було представлено на обкладинках серії К. С. Льюїса «Хроніки Нарнії», опублікованої HarperCollins у 1994 році, а також у трьох дитячих книгах, написаних Марком Гелпріном .
Ван Оллсбург одружився з Лізою Ван Олсбург у 1974 і з цього часу вони живуть в місті Беверлі, штат Массачусетс,. Мають двох доньок Софію та Анну. Ван Оллсбург навернувся до юдаїзму, віри своєї дружини.

## Книги
- Сад Абдула Гасазі (1979)
- Джуманджі (1981)
- Сон Бена (1982)
- Уламки Зефіра (1983)
- Таємниці Гарріса Бердіка (перше видання, 1984)
- Зачарований світ: Привиди (1984)
- Полярний експрес (1985)
- Зачарований світ: Гноми (1985)
- Незнайомець (1986)
- Z був закритий (1987)
- Два поганих мурахи (1988)
- Просто мрія (1990)
- Жалюгідний камінь (1991)
- Вдовина мітла (1992)
- Найсолодший інжир (1993)
- Таємниці Гарріса Бердіка (ред. портфоліо, 1994)
- Поганий день у Рівербенді (1995)
- Місто взимку (1996), автор — Марк Гелпрін
- Затура (2002)
- Прокинься! (2006)
- Королева водоспаду (2011)

## Фільми
- Русалонька (1989, художник візуального розвитку)
- Джуманджі (1995, сценарист / автор книги)
- Як бути (2003, виконавчий продюсер)
- Полярний експрес (2004, виконавчий продюсер / автор книги)
- Затура: Космічна пригода (2005, автор книги)
- «Джуманджі: Ласкаво просимо в джунглі» (2017, автор книги)
- Джуманджі: Наступний рівень (2019, виконавчий продюсер / автор книги)